# Danone Nations Cup

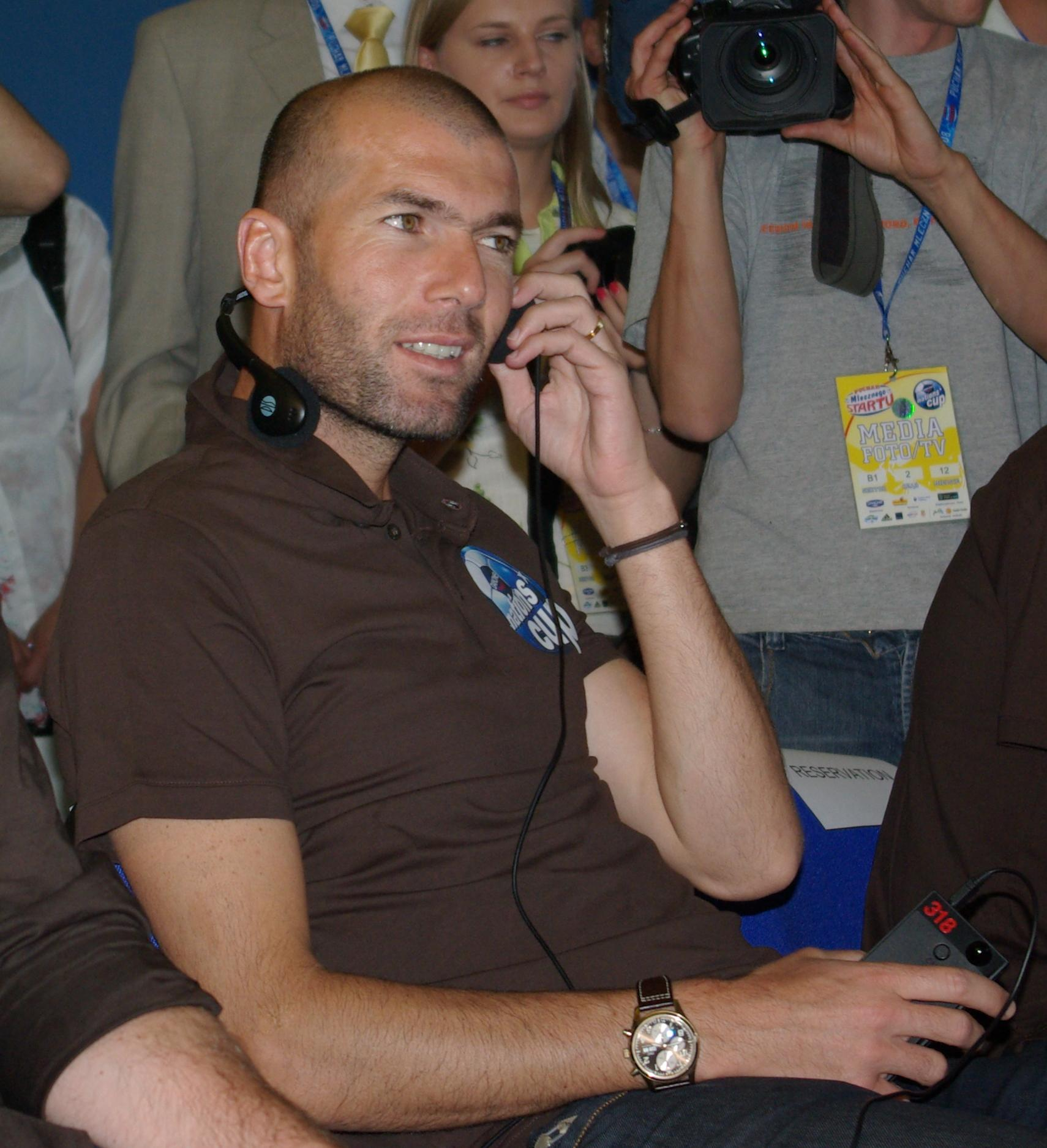
Zinedine Zidane en la presentación de la fase final nacional de Polonia en el año 2008.

La Danone Nations Cup (DNC) o Copa de las naciones de Danone es un torneo de futbol para niños entre las edades de 10 y 12 años, que se organiza anualmente desde el año 2000, por iniciativa del Grupo Danone.
Anualmente, unos 2.5 millones de niños de 34.000 escuelas y 11.000 equipos del mundo participan en competiciones locales, regionales y nacionales organizadas para la Danone Nations Cup, los finalistas, participan en la gran final mundial, que cada año tiene una sede distinta.
En cada uno de los 32 países donde tiene lugar el evento, las subsidiarias del Grupo Danone en conjunto con las entidades deportivas locales organizan las fases nacionales del torneo, donde el campeón nacional será el encargado de representar al país en la gran final.
Futbolistas como Zinedine Zidane, Carles Puyol o Ada Hegerberg han sido embajadores del torneo.

## Historia
Después de la Copa Mundial de Fútbol de 1998 en Francia, el Grupo Danone decidió crear un torneo internacional de futbol para niños.
En el año 2000 se organizó la primera edición del torneo, que tuvo lugar en el estadio Parque de los Príncipes en Paris (Francia).
Hasta el año 2009, las finales fueron siempre en Francia, o bien Paris o bien en Lyon. Pero a partir de la edición número 10, en el año 2010, coincidiendo con la Copa Mundial de Fútbol de 2010 tuvo lugar en el Orlando Stadium en Johannesburgo, Sudáfrica, así como la siguiente edición de 2011.
En 2011, la final se celebró en el Estadio Santiago Bernabéu en Madrid (España) estadio donde el Real Madrid juega sus partidos como local.
El año siguiente, en 2012 la final tuvo lugar en el Estadio Nacional de Varsovia, en Polonia
El emblemático Estadio de Wembley en Inglaterra acogió la final de 2013, siendo esta la edición número 14 del torneo. En la final, Francia se impuso a Brasil por 3-1, conquistando su tercer título de este torneo.
En el año 2017, estando la sede en el Red Bull Arena en Harrison (Nueva Jersey) (Estados Unidos) se organizó por primera vez la versión femenina del torneo.
La fase final del año 2020, que se iba a disputar por primera vez en Asia, en la ciudad de Yakarta (Indonesia) fue cancelada debido a la pandemia de COVID-19.
La fase final de 2021 también fue suspendida debido a la pandemia de COVID-19.

## Torneos

### Masculino
Clasificación final masculina.
| Año  | Estadio                                     | Campeón       | Finalista    | Tercer clasificado | Cuarto clasificado |
| ---- | ------------------------------------------- | ------------- | ------------ | ------------------ | ------------------ |
| 2000 | Parque de los Príncipes, Paris              | Francia       | Turkey       | Ucrania            | Polonia            |
| 2001 | Parque de los Príncipes, Paris              | Réunion       | Países Bajos | Francia            | Argentina          |
| 2002 | Parque de los Príncipes, Paris              | Argentina     | Países Bajos | Sudáfrica          | Alemania           |
| 2003 | Parque de los Príncipes, Paris              | Sudáfrica     | Portugal     | Francia            | Austria            |
| 2004 | Parque de los Príncipes, Paris              | España        | Suiza        | Sudáfrica          | Turquía            |
| 2005 | Estadio Gerland, Lyon                       | Rusia         | Turquía      | Mexico             | República Checa    |
| 2006 | Estadio Gerland, Lyon                       | Réunion       | Suiza        | Argentina          | Indonesia          |
| 2007 | Estadio Gerland, Lyon                       | Sudáfrica     | Francia      | Turquía            | Réunion            |
| 2008 | Parque de los Príncipes, Paris              | Francia       | Rusia        | Alemania           | República Checa    |
| 2009 | Orlando Stadium, Johannesburgo              | Sudáfrica     | Suiza        | Brasil             | Japón              |
| 2010 | Orlando Stadium, Johannesburgo              | México        | Uruguay      | Brasil             | Francia            |
| 2011 | Estadio Santiago Bernabéu, Madrid           | Brasil        | Tailandia    | Chile              | Rusia              |
| 2012 | Estadio Nacional de Varsovia, Varsovia      | Corea del Sur | Japón        | Suiza              | Argentina          |
| 2013 | Wembley Stadium, Londres                    | Francia       | Brasil       | Japón              | Irlanda            |
| 2014 | Arena Corinthians, São Paulo                | Japón         | Paraguay     | Chile              | Rusia              |
| 2015 | Stade de Marrakech, Marrakesh               | Marruecos     | México       | Francia            | Países Bajos       |
| 2016 | Estadio de Francia, Saint-Denis             | Alemania      | Japón        | España             | Brasil             |
| 2017 | Red Bull Arena, Harrison (Nueva Jersey)     | México        | Argentina    | Marruecos          | Rumanía            |
| 2018 | RCDE Stadium, Barcelona                     | Brasil        | Hungría      | Francia            | Bulgaria           |
| 2019 | RCDE Stadium, Barcelona                     | México        | España       | Francia            | Indonesia          |
| 2020 | Suspendido debido a la Pandemia de COVID-19 |               |              |                    |                    |
| 2021 | Suspendido debido a la Pandemia de COVID-19 |               |              |                    |                    |

### Femenino
El torneo no tuvo versión femenina hasta el año 2017.
Clasificación final femenina.
| Año  | Estadio                                     | Campeón | Finalista | Tercer clasificado | Cuarto clasificado |
| ---- | ------------------------------------------- | ------- | --------- | ------------------ | ------------------ |
| 2017 | Red Bull Arena, Harrison (Nueva Jersey)     | Brasil  | Canadá    | Estados Unidos     | Francia            |
| 2018 | RCDE Stadium, Barcelona                     | Francia | Italia    | España             | Estados Unidos     |
| 2019 | RCDE Stadium, Barcelona                     | España  | Francia   | Argentina          | Japón              |
| 2020 | Suspendido debido a la Pandemia de COVID-19 |         |           |                    |                    |
| 2021 | Suspendido debido a la Pandemia de COVID-19 |         |           |                    |                    |